# Andreas Frings
Andreas Frings (* 1975) ist ein deutscher Osteuropahistoriker an der Johannes Gutenberg-Universität Mainz.

## Leben
Frings studierte Osteuropäische Geschichte, Slawistik und Rechtswissenschaft an der Universität Mainz und an der Universität Kazan in Russland. Als Promotionsstipendiat des Cusanuswerks wurde er 2005 zum Dr. phil. promoviert.
Seit 2004 ist Andreas Frings in verschiedenen akademischen Positionen am Historischen Seminar der Universität Mainz tätig, zunächst als angestellter Wissenschaftlicher Mitarbeiter im Arbeitsbereich Osteuropäische Geschichte, seit 2010 als Akademischer Rat und seit 2015 als Akademischer Oberrat.  Seit 2009 ist er Studienmanager des Historischen Seminars.
Seine Forschungsschwerpunkte liegen in der Geschichte Russlands und des sowjetischen Raums im 19. und 20. Jahrhundert, in der Wissenschaftstheorie sowie in der Geschichtsdidaktik. Für seine akademische Lehre wurde er 2012 mit dem Lehrpreis des Senats der Universität Mainz ausgezeichnet.
Im Februar 2021 bezog Andreas Frings öffentlich Stellung gegen das Netzwerk Wissenschaftsfreiheit rund um seinen Mainzer Historikerkollegen Andreas Rödder, dem er eine „unangemessene Dramatisierung“ vorwarf. Zwar gebe es Gefährdungen der Wissenschaftsfreiheit nicht nur in Ländern wie Ungarn, Polen und Belarus, sondern auch in Deutschland in Form von Morddrohungen gegen Virologen oder Klimaforscher. Zudem erkenne er einen „Druck der Selbstkonformisierung in prekären Beschäftigungsverhältnissen an den Universitäten“. Mit seinem Kampf gegen die sogenannte Cancel Culture zeichne das Netzwerk Wissenschaftsfreiheit aber ein falsches Bild der Lage. Kurz darauf führte er im Deutschlandfunk ein Streitgespräch mit der Mitgründerin der Initiative Sandra Kostner.

## Schriften (Auswahl)

### Monografien
- Die tatarische Schriftreform und das kulturelle Gedächtnis (= Mainzer Arbeitspapiere zur Geschichte Osteuropas. Band 1). Johannes-Gutenberg-Univ. Mainz, Hist. Seminar, Abt. für Osteurop. Geschichte, 2004, OCLC 633520432 (uni-mainz.de [PDF; 306 kB]).
- Sowjetische Schriftpolitik zwischen 1917 und 1941. Eine handlungstheoretische Analyse (= Quellen und Studien zur Geschichte des östlichen Europa; Bd. 73). Franz Steiner Verlag, Stuttgart 2007, ISBN 978-3-515-08887-9.
- Geschichte als Wissenschaft lehren. Theorieorientierung im Studieneinstieg (= Kleine Reihe – Hochschuldidaktik Geschichte). Wochenschau Verlag, Schwalbach/Taunus 2016, ISBN 978-3-7344-0357-6.
- Der Erste Weltkrieg als globaler Krieg, Wochenschau Verlag, Schwalbach/Taunus, 2017. ISBN 978-3-7344-0544-0
- mit Tobias Seidl: Evaluation und Feedback im Fach Geschichte, Wochenschau Verlag, Frankfurt, 2018. ISBN 978-3-7344-0670-6

### Sammelbände
- Neuordnungen von Lebenswelten? Studien zur Gestaltung muslimischer Lebenswelten in der frühen Sowjetunion und in ihren Nachfolgestaaten. LIT Verlag, Münster 2006 (= Mainzer Beiträge zur Geschichte Osteuropas; Bd. 2), ISBN 978-3-8258-8044-6.
- mit Jan Kusber: Das Zarenreich, das Jahr 1905 und seine Wirkungen. Bestandsaufnahmen. LIT Verlag, Münster 2007 (= Mainzer Beiträge zur Geschichte Osteuropas; Bd. 3), ISBN 978-3-8258-8809-1.
- mit Johannes Marx: Erzählen, Erklären, Verstehen. Beiträge zur Wissenschaftstheorie und Methodologie der Historischen Kulturwissenschaften. Akademie Verlag, Berlin 2008 (= Beiträge zu den Historischen Kulturwissenschaften), ISBN 978-3-05-004397-5.
- mit Andreas Linsemann, Sascha Weber (Hrsg.): Vergangenheiten auf der Spur: indexikalische Semiotik in den historischen Kulturwissenschaften, Transcript, Bielefeld, 2012. ISBN 978-3-8376-2150-1
- Andreas Frings (Hrsg., Verfasser), Heidrun Ochs (Hrsg.): Bankrott-Erklärungen: Konzepte des Eingeständnisses und der Rechtfertigung. Wochenschau Verlag, Frankfurt, 2023. ISBN 978-3-7344-1544-9

### Aufsätze
- mit Johannes Marx: Wenn Diskurse baden gehen. Eine handlungstheoretische Fundierung der Diskursanalyse. In: Österreichische Zeitschrift für Geschichtswissenschaft 16 (2005), H. 4, S. 81–105.
- Zwischen Ökonomie und Geschichte. Ein Plädoyer für den Dialog der Politikgeschichte mit der empirisch-analytischen Politikwissenschaft. In: Johannes Marx, Andreas Frings (Hrsg.), Neue Politische Ökonomie in der Geschichtswissenschaft / New Political Economy in History. Historical Social Research (2007), H 4, S. 52–93.
- Religion und Politik im späten Russländischen Reich. In: Historische Zeitschrift 289 (2009), H. 3, S. 669–702.
- Cyrillization = Russification? Pitfalls in the Interpretation of Soviet Alphabet Policy. In: Zaur Gasimov (Hrsg.), Kampf um Wort und Schrift. Russifizierung in Osteuropa im 19.–20. Jahrhundert. Göttingen 2012, S. 123–140.
- Der osmanisch-deutsche Dschihad im Ersten Weltkrieg. In: Philipp Bernhard, Susanne Popp, Jutta Schumann (Hrsg.), Der Erste Weltkrieg – globalgeschichtlich betrachtet. Perspektiven für den Geschichtsunterricht. St. Ingbert 2019, S. 31–42.